# Новікова Клара Борисівна
Клара Борисівна Новікова (уроджена Герцер; нар. 12 грудня 1946, Київ, УРСР) — радянська і російська артистка естради, гумористка. Заслужена артистка РФ (1992), Народна артистка Росії (1997). Член громадської ради Російського єврейського конгресу.
У квітні 2017 року внесена до списку центру «Миротворець» за багаторазовий незаконний перетин кордону України під час відвідування тимчасово окупованої АР Крим.

## Біографія
Народилася 12 грудня 1946 року в місті Києві в родині Бориса Зіновійовича Герцера (22 червня 1914—2004) — директора взуттєвого магазину на Подолі, пораненого та контуженого фронтовика, який воював у Сталінграді та Севастополі, та Поліни Семенівни Кулькін (пом. 1997) — домогосподарки, пізніше вона працювала на кондитерській фабриці імені Карла Маркса (нині «Рошен») в картонажному цеху, у якому виготовляють коробки для тортів і цукерок. Батьки родом із Володарська-Волинського, у Клари є брат Леонід.
|  | Тато хотів, щоб я лікарем стала і кудись до медичного вступила, сказав: «Якщо в артистки підеш, випускної сукні у тебе не буде». Я заперечила, що все одно піду, - загалом, довелося мені на зібрані гроші дешеву тканину купити, щось скроїти і за допомогою моєї улюбленої викладачки театрального гуртка Фаїни Соломонівни Ковалевської наряд собі зшити. |

Закінчила Київську студію естрадно-циркового мистецтва та Московський державний інститут театрального мистецтва. Свої виступи вона розпочинала на сцені Кіровоградської обласної філармонії.
У 1974 році стала лауреаткою всесоюзного конкурсу артистів естради, головою журі якого був Аркадій Райкін.
У 1976 році поступила на роботу в Москонцерт і з допомогою адміністратора Павла Леонідова оселилася в Москві.
Створила на естраді сотні образів, найвідоміший з яких «Тьотя Соня». Автор образу та першого монологу Тьоті Соні — Мар'ян Біленький. Згодом монологи тьоті Соні писали інші автори.
З 1992 року працює в Московському театрі естрадних мініатюр, яким керує Михайло Жванецький. У цьому ж році Клара Новікова отримала професійну премію «Золотий Остап» на Міжнародному фестивалі сатири і гумору в місті Санкт-Петербурзі.
В 1995 році стала лауреатом Кубка Аркадія Райкіна на міжнародному фестивалі «MORE SMEHA» в м. Рига.
У 2008 році на набережній Ялти біля палацу «Ювілейний» планувалося відкриття пам'ятника «Тьоті Соні». Однак, пам'ятник встановлений не був і залишився в майстерні скульпторів Ігоря Лисенка та Елли Лисенко.

У 2010 році, спільно з театром «Гешер», вперше пробує свої сили в амплуа драматичної актриси, зігравши головну жіночу роль у виставі «Пізня любов» (постановка режисера Євгена Ар'є за п'єсою Валерія Мухар'ямова «У тіні виноградника», написаної за мотивами оповідання лауреата Нобелівської премії Ісаака Башевіса-Зінгера).

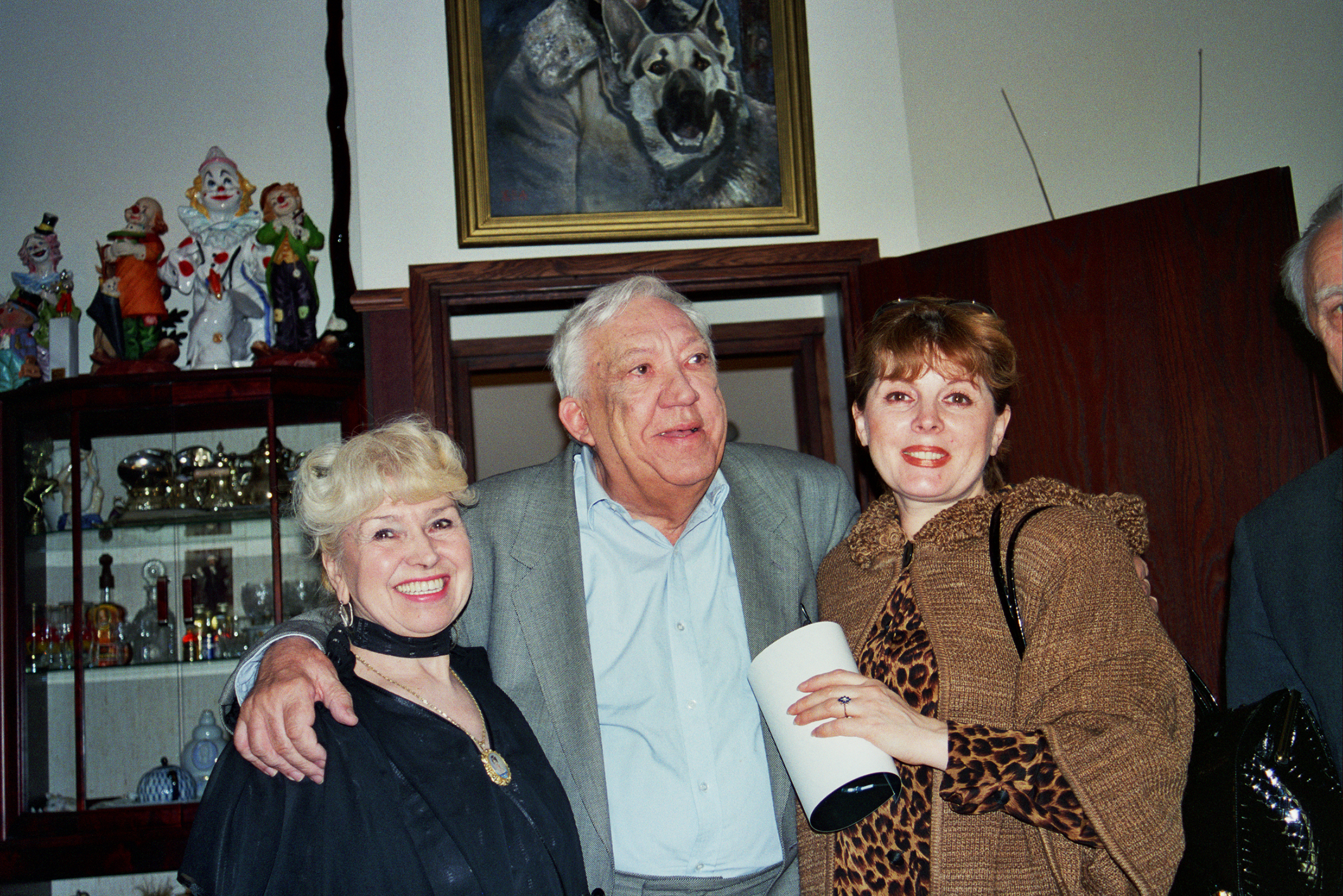
Юрій Нікулін і Клара Новікова
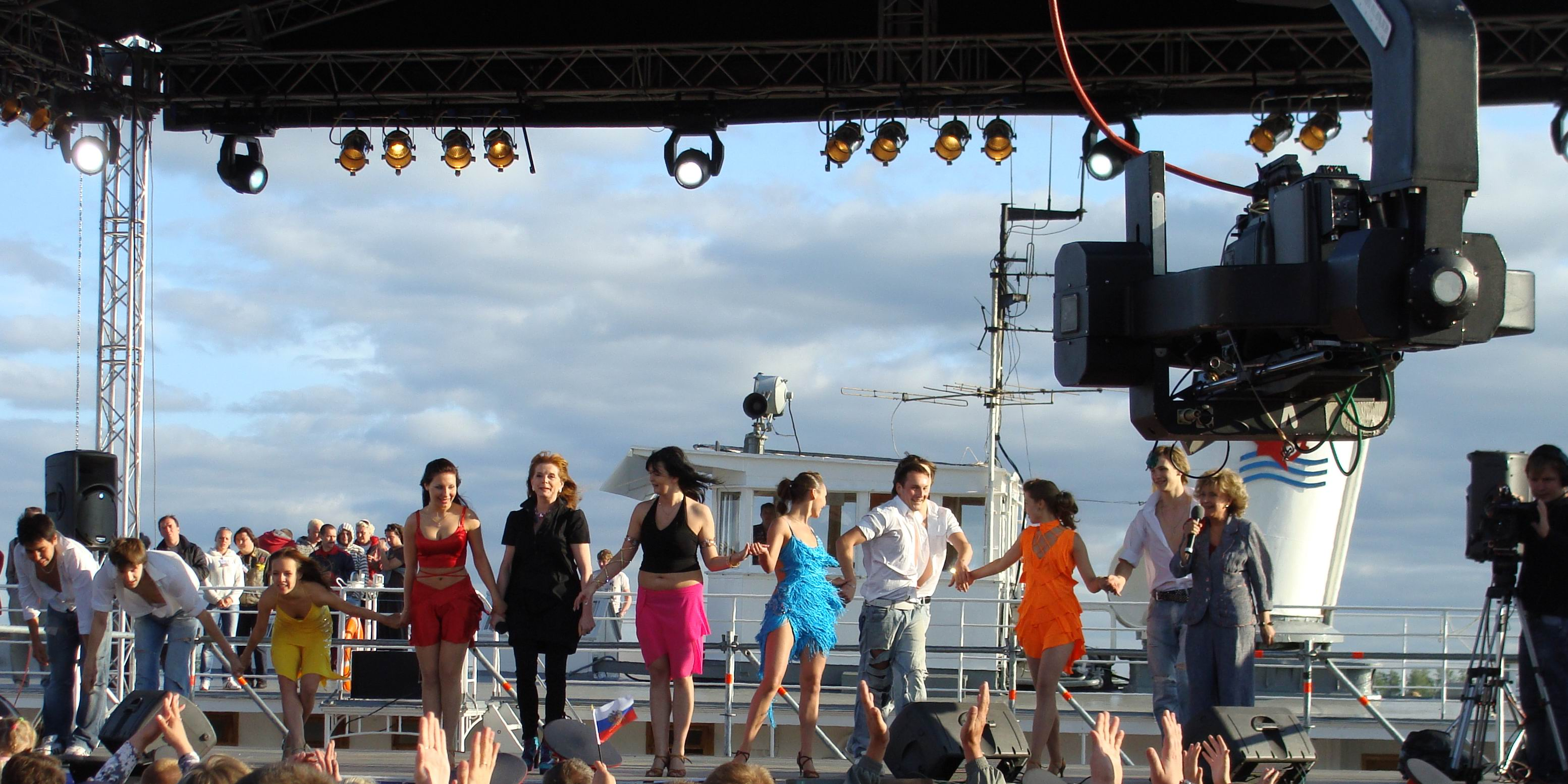
з учасниками телепередачі «Аншлаг» в Архангельську
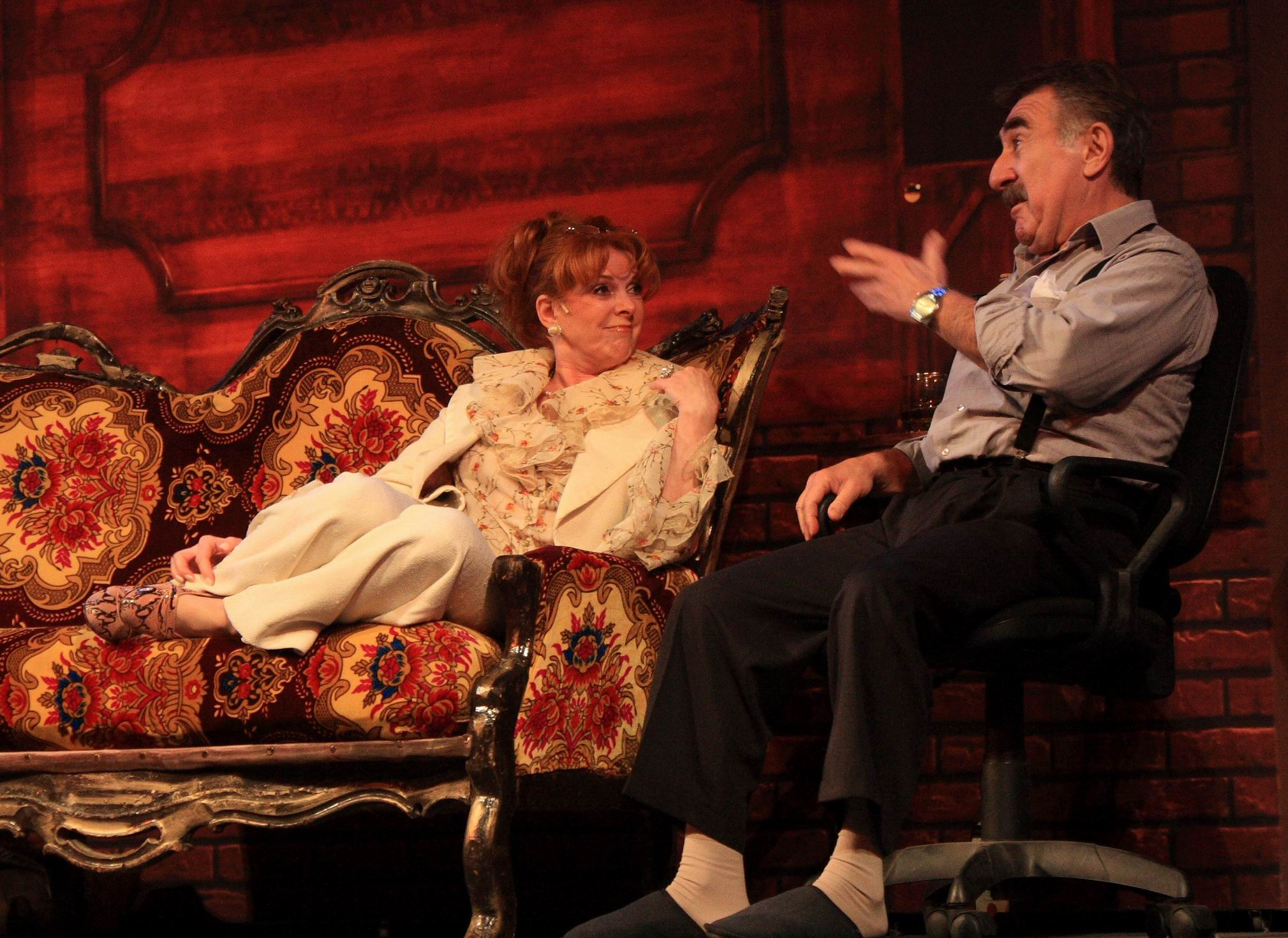
с Леонідом Каневським у виставі «Пізня любов», театр «Гешер»

## Родина
- Перший чоловік (1965—1975) — Віктор Новіков[9], барабанщик, однокурсник по цирковому училищі, працював у Кіровоградській консерваторії[10].
- Другий чоловік (1975—2009) — Юрій Леонідович Зерчанінов (1931—2009), спортивний журналіст, заступник головного редактора[9], завідувач відділу публіцистики журналу «Юність»[11][12][13].
  - Дочка — Марія Юріївна Зерчанінова (нар. 1977), журналістка, викладає в університеті театральну критику.
  - Зять — Борис, викладає в університеті античну літературу.
    - Онуки: — Лев (нар. 1998), Ганна (нар. 2002) та Андрій (нар. 2008)[14][15].
- Брат — Леонід Борисович Герцер, лікар, виїхав до США після Чорнобильської аварії в 1986 році, живе в Сан-Дієго, одружений, його дружина Олена теж лікар[16].
  - Племінниця — Юлія, навчається в медуніверситеті.

## Фільмографія
ролі в кіно:
- 1991 — Як це робилося в Одесі (фільм-спектакль)
- 1999 — Ви будете сміятися — головна роль
- 2003 — Снігова королева (Україна) — ворона Клара
- 2004—2005 — Обережно, Задов! — Рита
- 2005 — Королева бензоколонки 2 (Україна) — Рогнеда Карпівна

озвучування:
- 1975 — Дядько Федір, пес і кіт — кіт Матроскін в українській версії мультфільму
- 1984 — Подарунок для слона — Мавпочка в українській версії мультфільму
- 2003 — День радіо (фільм-спектакль) — мама Михайлика
- 2008 — День радіо — голос мами Михайла Натановича

інше:
- 1994 — Єралаш — вчителька, що переодягнулась в циганку
- 2008 — Аркадій Арканов. Рояль в кущах (документальний)
- 2009 — Роман Карцев. Я знаю, де зимують раки (документальний)
- 2009 — Нескінченний Єралаш (документальний)

## Телебачення
- «Аншлаг»
- «Чого хоче жінка?» — ведуча
- «Ранкова пошта» — ведуча

## Пісні
- Коричнева пуговка разом з Юхимом Шифріним (пісня була виконана в одному з випусків телепередачі «Аншлаг»)